# Antonio Gómez Ribelles
Antonio Gómez Ribelles (Valencia, 1962) es un pintor y fotógrafo español. Se licenció en Bellas Artes por la Facultad de San Carlos de Valencia (1985) y es profesor de Educación Secundaria.

## Biografía
Pasa su infancia en Jaca y reside en Cartagena desde 1995.
Ha participado en numerosas exposiciones colectivas y en ferias de arte nacionales e internacionales y cuenta con varios premios en certámenes nacionales. Ha realizado portadas de libros y carteles, como pintor y como fotógrafo, colaborando en vestuario de teatro y proyectos artísticos relacionados con este medio.
También ha colaborado y sigue colaborando como escritor en catálogos y revistas literarias como la desaparecida Antaria, y actualmente con El coloquio de los perros, con poemas, dibujos y reseñas de libros. Sus textos aparecen en varias antologías y en catálogos de otros artistas, y ha colaborado en lecturas y en presentaciones de autores. Ha publicado varios poemarios.

## Obra plástica

### Exposiciones individuales
- 1987. Galería S’ART, Huesca.
- 1998. Galería BISEL. Cartagena.
- 1999. La Lluvia Del Tiempo. Galería BISEL. Cartagena.
- 2000. El Libro De Las Ciudades, junto con el libro de poemas del mismo título. Cervecería PRINCIPAL. Cartagena.
- 2001. Sala de exposiciones “Manuel Coronado”, Casa de la Cultura “Francisco Rabal”. Águilas.
- 2002. Can Cors, Celrá. Girona. Conjunta con Mª José Contador.
- 2002. Galería Bisel. Cartagena.
- 2004. El Peso Del Silencio. Sala municipal de exposiciones Muralla Bizantina y Galería Bisel de Cartagena.
- 2004. Galería Zambucho, Madrid.
- 2007. Blanco. Galería Bisel. Cartagena.
- 2010. Catorce. Galería Bisel. Cartagena.
- 2011. Noviembre. Galería Chys. Murcia.
- 2012. La Traición De La Memoria. Sala Municipal “Palacio Molina”, Cartagena.
- 2014. Había Una Casa. Sala El Aljibe, Carmen de la Victoria, Universidad de Granada.
- 2014. Palabra, Lugar,  MUBAM, Museo de Bellas Artes de Murcia.[3][4]
- 2014. Señas De Identidad. Galería CHYS, Murcia.[5]
- 2015. En Una Caja De Galletas. Museo Los Baños, Alhama de Murcia.[6]

## Poesía
- El libro de las ciudades (2000).
- Quiromante, un libro de imágenes (2017).
- Las lagartijas guardan los teatros (2021).